# 洛根鎮區 (密蘇里州韋恩縣)
洛根鎮區（英語：Logan Township）是位於美國密蘇里州韋恩縣的一個行政鎮區。

## 地方資料
洛根鎮區的面積為208.04平方千米，當中陸地面積為206.44平方千米，而水域面積為1.59平方千米。根據2020年美國人口普查的數據，當地共有人口1249人，而人口密度為每平方千米6人。